# Malteserbrauerei
Die Malteserbrauerei in Amberg ist die ehemalige Brauerei des Jesuitenkollegs Amberg. Ihre Gebäude stehen unter Denkmalschutz mit der Denkmalnummer D-3-61-000-426.

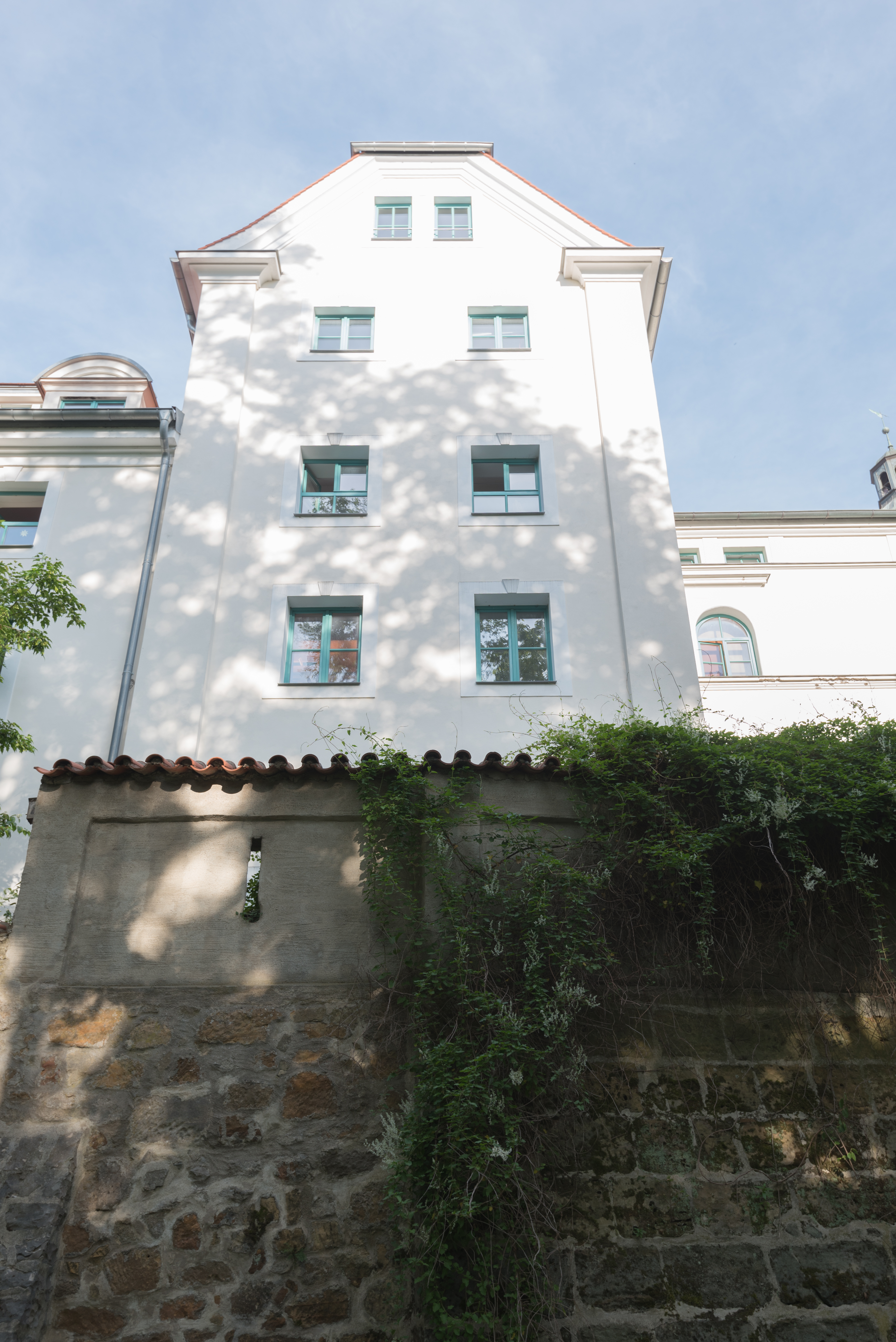
Malteserplatz 10

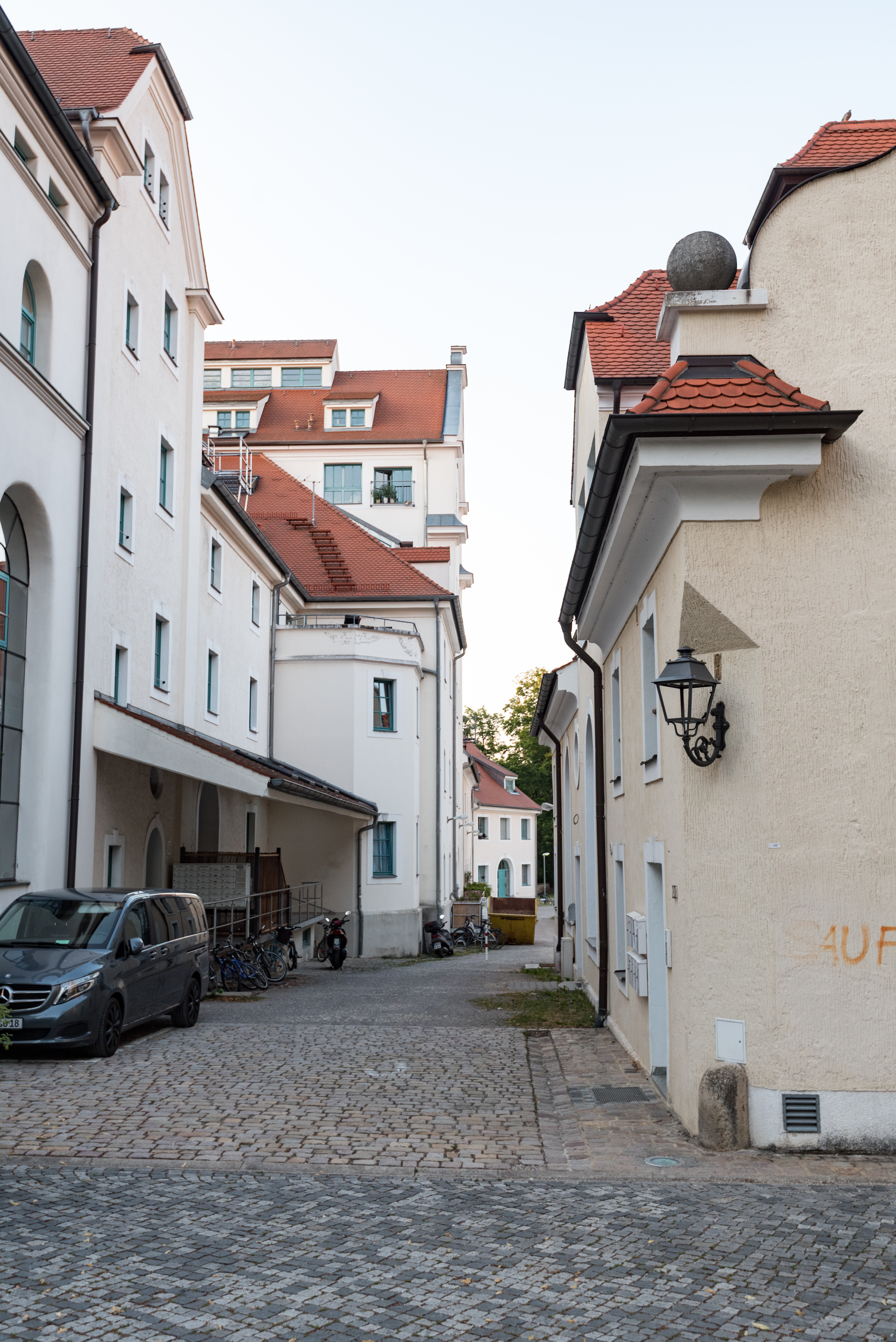
Malteserplatz, links: 14 und 16, rechts: 20

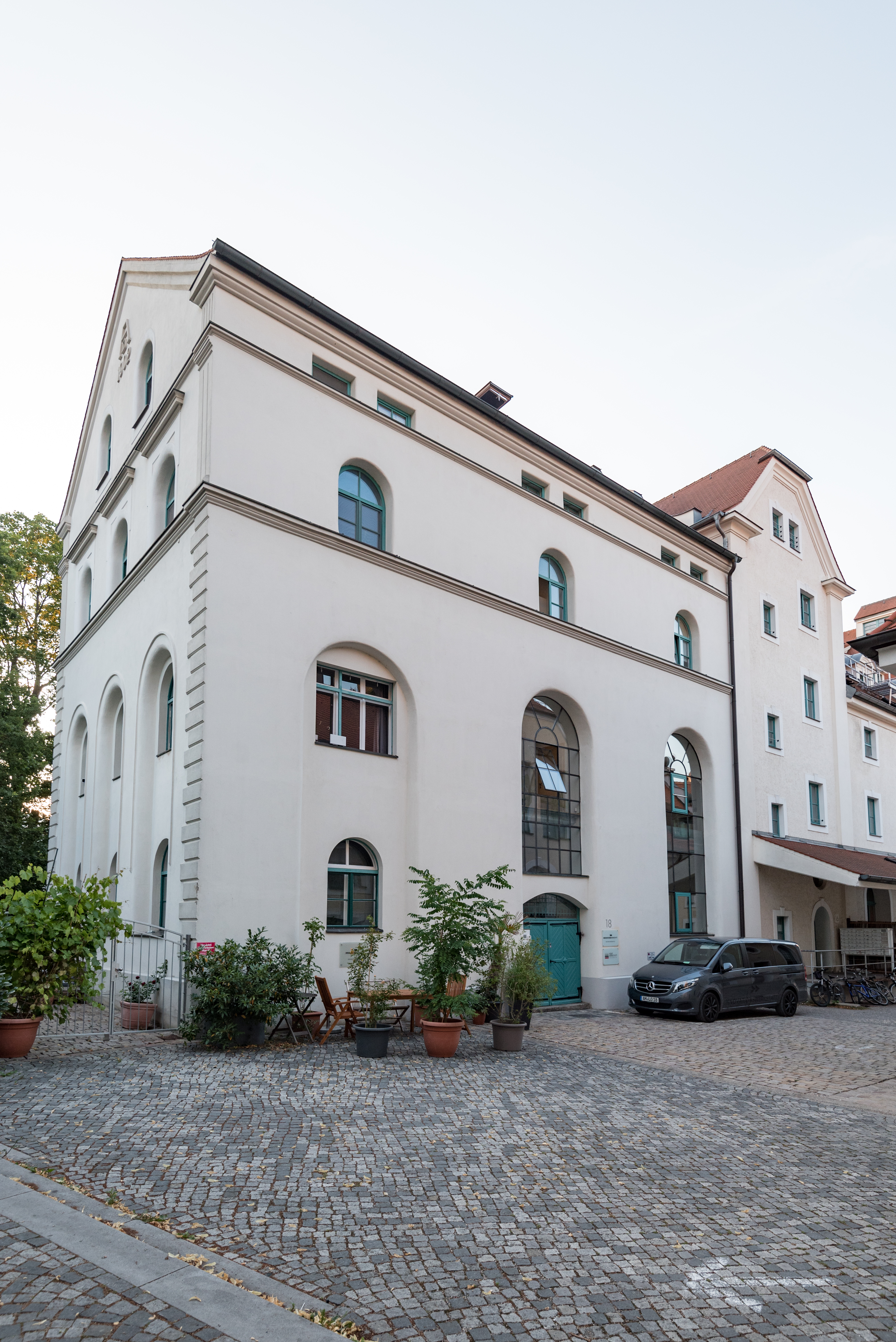
Malteserplatz 18

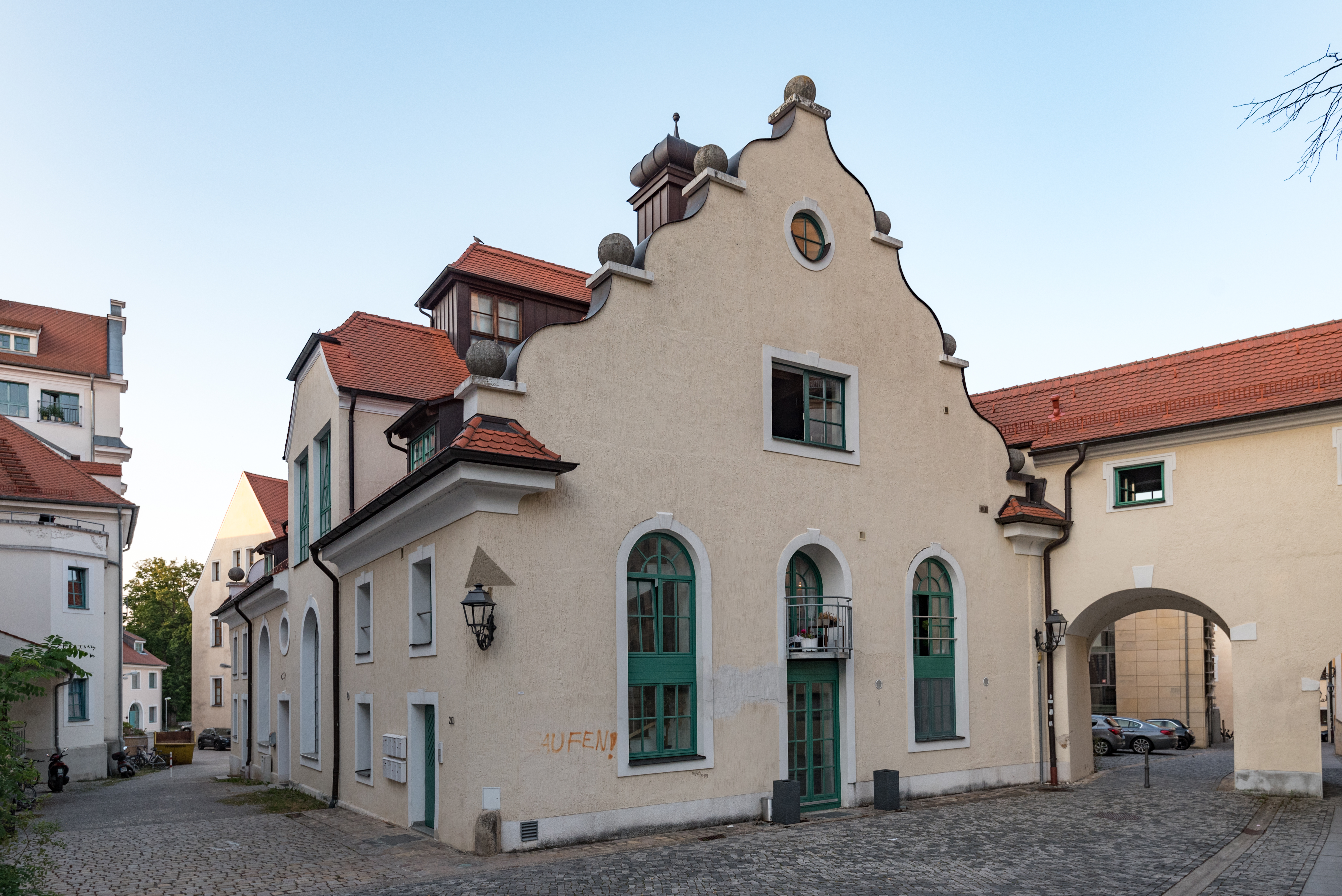
Malteserplatz 20, Kesselhaus mit Übergang zur Georgskirche

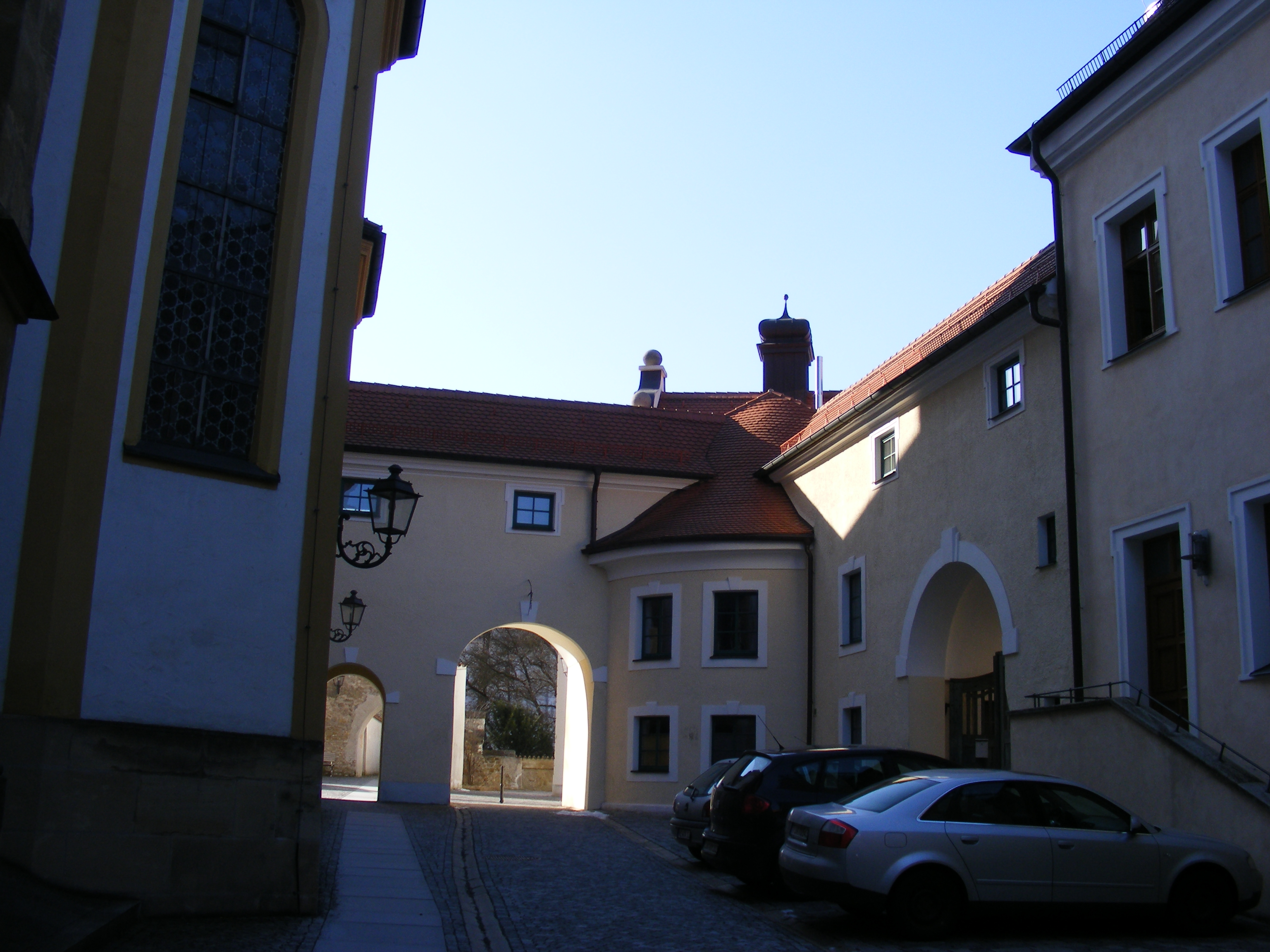
Malteserplatz 20, Kesselhaus von Osten, links: Übergang zur Georgskirche, rechts Übergang zum Seminargebäude

## Geographische Lage
Die ehemalige Malteserbrauerei befindet sich in der historischen Altstadt von Amberg in den Gebäuden Malteserplatz 10, 12, 14, 16, 18, 20. Diese Gebäude liegen auf dem Gelände des Jesuitenkollegs nordwestlich der Georgskirche. Das Kesselhaus, Malteserplatz 20, ist durch gemauerte Übergänge mit der Kirche und mit dem Seminartrakt verbunden. Sudhaus, Lagerhaus, Kühlturm und Gärkeller erstrecken sich entlang der Amberger Stadtmauer.

## Geschichte
Die Malteserbrauerei wurde von den Jesuiten gegründet, die von 1665 bis zur Aufhebung des Jesuitenordens 1773 das Jesuitenkolleg betrieben. 1693 erhielten die Jesuiten die Braukonzession. In dieser Zeit hieß sie Jesuitenbrauerei. Die Jesuiten ließen im 18. Jahrhundert für ihre Brauerei eine eigene Wasserleitung verlegen.
Nach der Auflösung des Jesuitenordens übergab Kurfürst Karl Theodor das Jesuitenkolleg an die Malteser. Diese bezogen 1782 die Gebäude des Jesuitenkollegs und übernahmen auch die Jesuitenbrauerei. Diese bekam nun den Namen Königliches Studien-Seminar-Brauhaus. Volkstümlich blieb die Bezeichnung Malteserbrauerei bis in die Gegenwart erhalten. Die Malteser erhielten bei der Übernahme des Jesuitenkollegs die allgemeine Brau- und Schankkonzession. Diese umfasste die Genehmigung, fünf bis sechs Bräu weißes Gerstenbier für kranke Leute zu brauen.
In den Jahren 1778 bis 1787 wurden im Malteserbrauhaus im Jahresdurchschnitt 2140 Hektoliter gebraut. In dieser Zeit gab es in Amberg drei Klosterbrauereien: Die Franziskanerbrauerei, die Malteserbrauerei und die Paulanerbrauerei. Diese Klosterbrauereien waren am gesamten städtischen Bierausstoß von Amberg mit 11 Prozent beteiligt.
1808 wurde der Malteserorden aufgehoben. Nun übernahm der bayerische Staat die Malteserbrauerei und verpachtete sie jeweils für ein Jahr. 1819 wurde der Beschluss gefasst, diese Folge von Verpachtungen durch Versteigerung der Brauerei zu beenden. Bei der Versteigerung 1821 bot das Studienseminar Amberg 15880 Gulden und der Gutsbesitzer Fernberg bot 15900 Gulden. Trotzdem wurde die Brauerei 1821 an das Studienseminar übergeben.
Es folgten Maßnahmen zur Modernisierung der Brauerei. 1905 wurde das Heizhaus gebaut und 1908 ein neues Brauereigebäude. 1912 wurde der Umbau der Brauerei beendet. Diese war nun mit den modernsten Einrichtungen versehen.
1993 wurde die Malteserbrauerei durch die Brauerei Bischofshof übernommen und geschlossen.
Von 2002 bis 2021 braute Stuttgarter Hofbräu vier Weizenbiersorten unter der Bezeichnung Malteser Weizen nach dem Rezept der Brauerei.
2018 wurde der Betrieb der Malteser-Gaststätte aufgegeben. Um die alten Gebäude nicht verfallen zu lassen, wurden die nassen Mauern mit modernen Verfahren trockengelegt, die Gebäude saniert und teilweise in Wohnungen umgewandelt.

## Beschreibung
Die Gebäude der Malteserbrauerei wurden Anfang des 20. Jahrhunderts erbaut. Es handelt sich größtenteils um Eisenbetonkonstruktionen. Die Fassaden sind verputzt und weisen barockisierende Gliederungen und Giebel auf. Im nordöstlichen Teil wurden ältere gewölbte Kelleranlagen in das Gebäudeensemble einbezogen. Der Haupttrakt besteht aus fünf in Höhe und Dachgestaltung unterschiedlichen Gebäuden.
Das Kesselhaus und das Maschinenhaus befinden sich in den Gebäuden Malteserplatz 12 und 20. Sudhaus, Lagerhaus, Kühlturm, Brauerei und Gärkeller befinden sich in den Gebäuden Malteserplatz 10, 12, 14, 16 und 18.

## Aufbau und Ausstattung der Malteserbrauerei 1914

### Mälzereigebäude
- Kellergeschoss: Tennen für das Grünmalz
- Parterre: Gerstenübernahmeraum
- 1. und 2. Stock: Malz- und Gerstensilos
- 1. und 2. Dachgeschoss: Mälzereimaschinen, Elektromotor für den Grünmalzaufzug, Malzdarre. Die Malzdarre wurde mit elektrisch angetriebenen Wendern betrieben. Die Darrfeuerung hatte eine automatische Kohlenbeschickung.

### Sudhaus
Das Sudhaus hatte zwei Pfannen und zwei Bottiche für 30 Zentner Maische. Der Läuterbottich hatte eine  Umhackvorrichtung und selbsttätige Austreberung. 

### Kellereigebäude
Das Kellereigebäude ist fünf Stock hoch. Es hat sechs Lagerkellerabteilungen: 
- einen Gärkeller mit hochgestellten Bottichen
- einen Hopfenraum
- einen Sammelbottich- und Berieslerraum
- unter dem Dach zwei Kühlschiffe.

### Abfüllereigebäude
- Erdgeschoss: Fass- und Flaschenabfüllraum, Fass- und Flaschenwäscherei
- obere Stockwerke: Fasslagerräume.

### Pichereigebäude
Das Pichereigebäude hatte ein Holzpflaster. Hier wurden die Bierfässer von innen mit Pech abgedichtet.

### Maschinenhaus
Das Maschinenhaus hatte zwei Dampfmaschinen mit Ventilsteuerung. Diese versorgten das Sudhaus und die elektrische Zentrale mit Antriebskraft. Die elektrische Zentrale bestand aus zwei Dynamomaschinen, einer Zusatzmaschine und einer Akkumulatorenbatterie. Sie lieferte die Stromversorgung für die Brauerei und die elektrische Beleuchtung des Studienseminars. Die Dampfkessel hatten eine automatische Kohlenbeschickung und eine Heizfläche von je 80 m². Der Abdampf wurde im Winter zur Beheizung der Seminar- und Wirtschaftsräume genutzt. Durch mit den Dampfmaschinen gekoppelte Ammoniakkompressoren wurden niedrige Temperaturen für die Kellereien erzeugt.